# Province de Casma
La province de Casma (en espagnol : Provincia de Casma) est l'une des vingt provinces de la région d'Ancash, au Pérou. Son chef-lieu est la ville de Casma.

## Géographie
La province couvre une superficie de 2 262,86 km2. Elle est limitée au nord par la province du Santa, à l'est par la province de Yungay et la province de Huaraz, au sud par la province de Huarmey et à l'ouest par l'océan Pacifique.

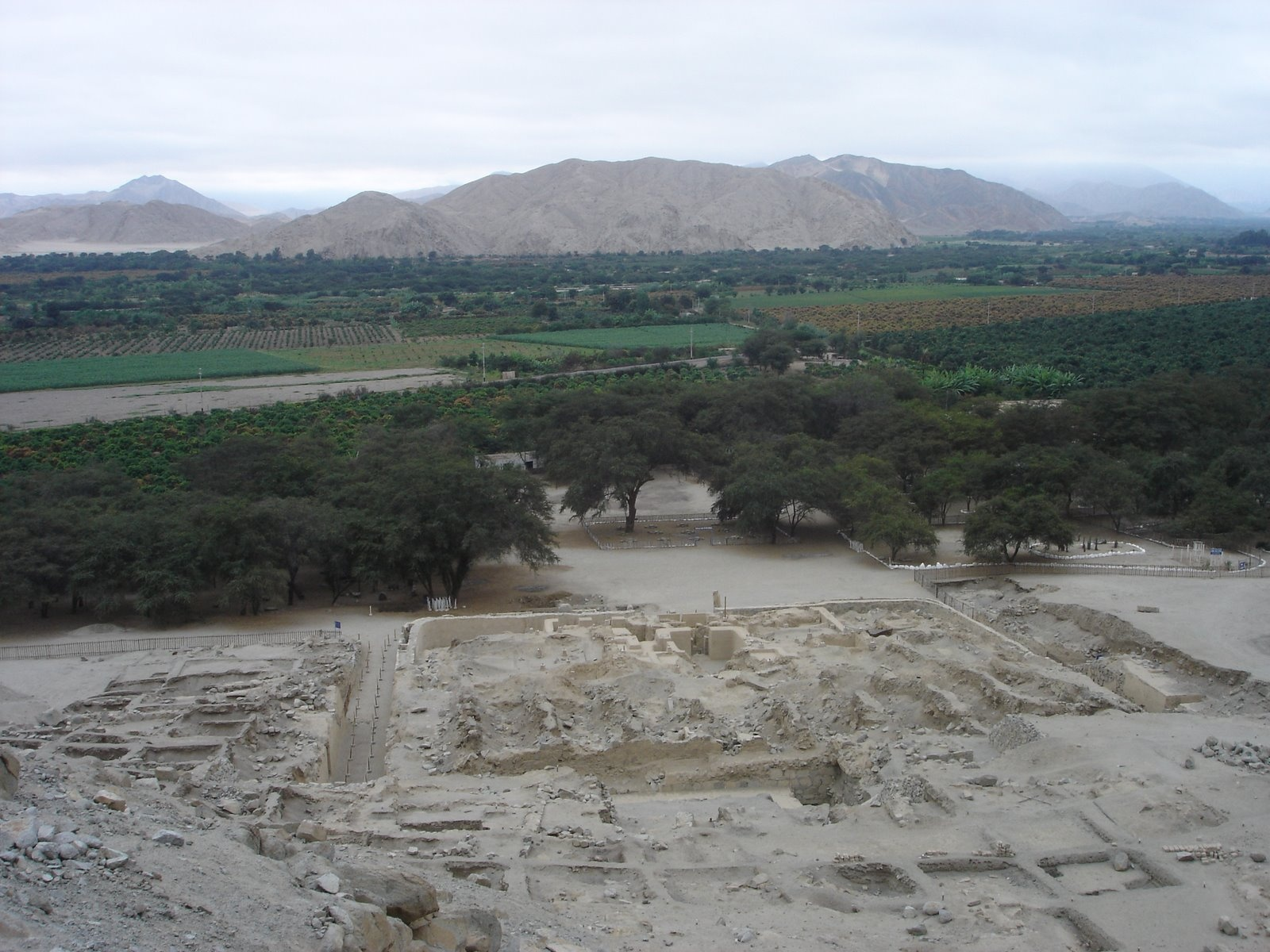
Complexe de Sechin dans la vallée de Casma

## Population
La population de la province s'élevait à 42 368 habitants en 2007.

## Subdivisions
La province de Casma est divisée en quatre districts :
- Buena Vista Alta
- Casma
- Puerto Casma
- Yaután